# Painonselkä
Painonselkä är en sjö i Finland. Den ligger i Hauho (nuvarande Tavastehus) i landskapet Egentliga Tavastland, i den södra delen av landet, 120 km norr om huvudstaden Helsingfors. Painonselkä ligger 95 meter över havet. I omgivningarna runt Painonselkä växer i huvudsak blandskog.